# Associação Nacional de Distúrbios Alimentares (Estados Unidos)
A Associação Nacional de Distúrbios Alimentares (NEDA, do inglês: National Eating Disorders Association) é uma organização estadunidense sem fins lucrativos dedicada a prevenir transtornos alimentares, fornecer referências de tratamento e aumentar a educação e a compreensão sobre transtornos alimentares, peso e imagem corporal. A NEDA organiza e patrocina a Semana Nacional de Transtornos Alimentares, também conhecida como NEDAwareness Week.

## História
Em 2001, a Conscientização e Prevenção de Transtornos Alimentares e a Associação Americana de Anorexia Bulimia se fundiram para formar a Associação Nacional de Transtornos Alimentares. Na época, a Conscientização e Prevenção de Transtornos Alimentares e a Associação Americana de Anorexia Bulimia eram "as maiores e mais antigas organizações de prevenção e defesa de transtornos alimentares do mundo".